# Absolutismo

Luis XIV de Francia, el comienzo del absolutismo pleno.

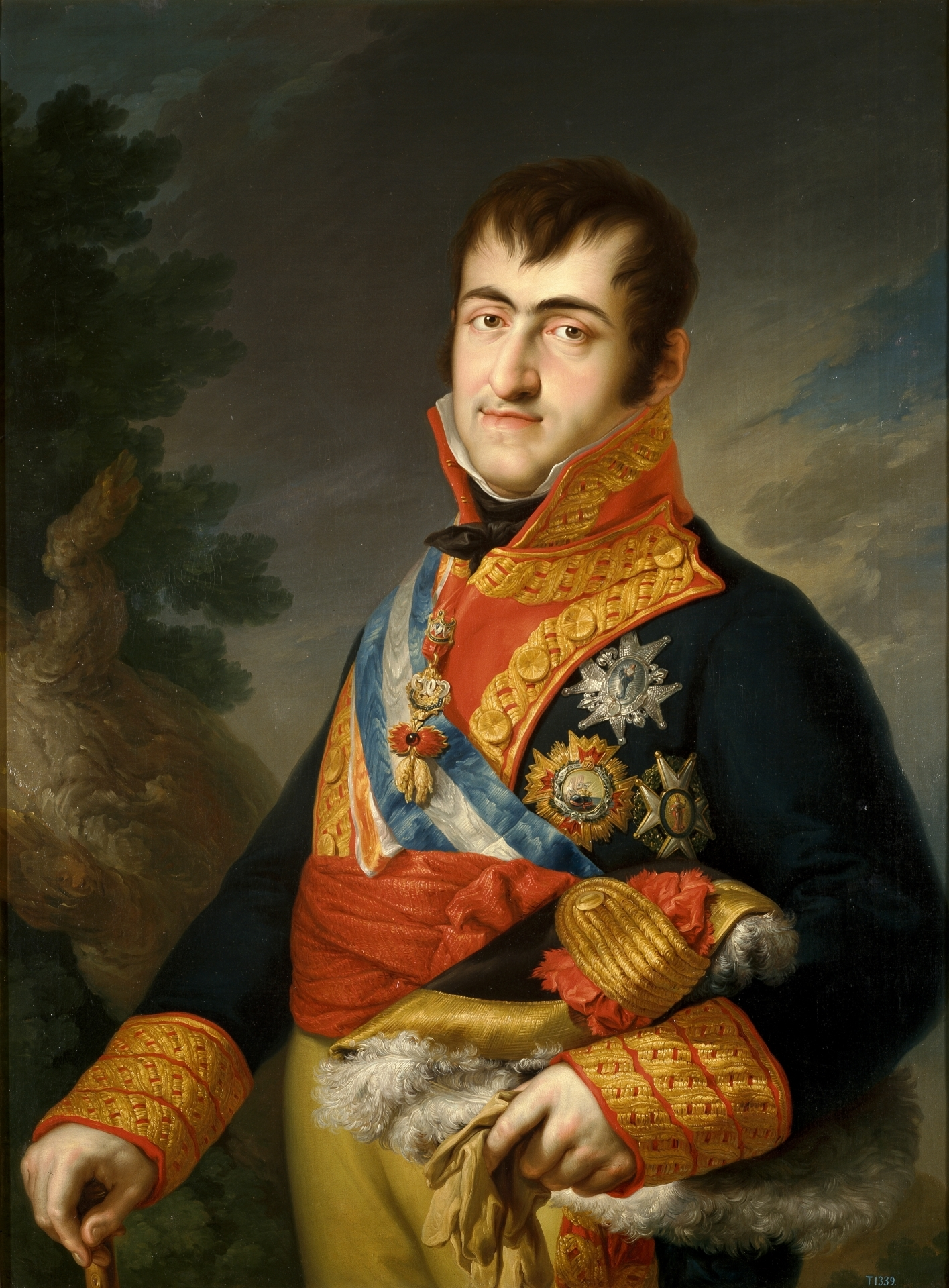
Fernando VII de España, retratado por Vicente López Portaña (1815). El reinado de este monarca se caracterizó por la fortaleza del absolutismo, reprimiendo los movimientos liberales surgidos tras las Cortes de Cádiz y el Trienio Constitucional. Su muerte en 1833 supuso el final del absolutismo en España.

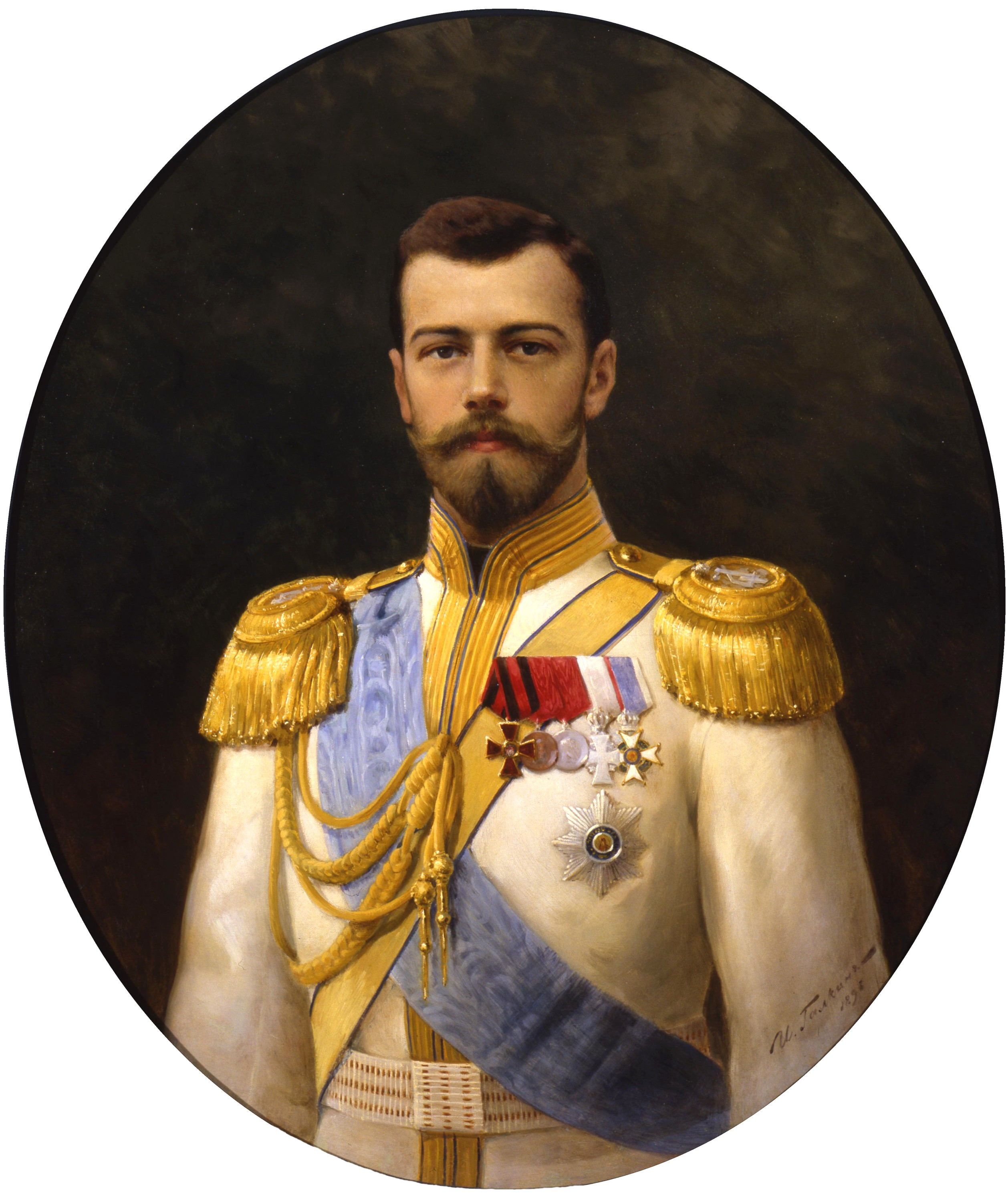
Nicolás II de Rusia, el último monarca absoluto de Europa (el término utilizado para la definición del régimen zarista es autocracia).

Absolutismo es la denominación de un régimen político, una parte de un periodo histórico, una ideología y un sistema político (el 'estado absolutista'), propios del llamado Antiguo Régimen, y caracterizados por la pretensión teórica (con distintos grados de realización en la práctica) de que el poder político del gobernante no estuviera sujeto a ninguna limitación institucional, fuera de la ley divina. Es un poder único desde el punto de vista formal, indivisible, inalienable e intrascendente.
Los actos positivos del ejercicio de los poderes (legislación, administración y jurisdicción) se apoyaron en la última instancia de decisión, la monarquía. Del monarca emanaban todos los poderes del estado, no estando por encima sino por debajo del mismo; lo que implica la identificación de la persona del rey absoluto con el propio Estado:

Status, id est, magistratus (‘Estado, es decir, magistrado’).

L'Etat, c'est moi (‘el Estado soy yo’).
La frase latina, de origen medieval; la francesa, atribuida a Luis XIV.

No debe confundirse con el totalitarismo, concepto propio de la Edad Contemporánea. En el régimen del totalitarismo el poder se concentra en el Estado como organización, siendo que a su vez dicho Estado es dominado y manejado en todos sus aspectos por un partido político; este a su vez impone a la comunidad una ideología muy definida que penetra en todas las actividades sociales (el arte, las ciencias, la economía, los hábitos de conducta). En el absolutismo no hay un «Estado» propiamente dicho (y menos aún un partido político) sino que el Estado se identifica con un individuo que ejerce autoridad sin necesidad de ideología alguna; de hecho al absolutismo no le interesa imponer su control e influencia sobre todos los aspectos de la vida social sino que le basta fijar una autoridad omnímoda a quien los gobernados solo deben obedecer y jamás cuestionar.
El oscuro origen etimológico del término «absolutismo» incluye (además de su relación con el verbo absolver) la expresión latina princeps legibus solutus est (‘el príncipe no está sujeto por la ley’), original de Ulpiano, que aparece en el Digesto, y que fue utilizado por los juristas al servicio de Felipe IV de Francia «el Hermoso» para fortalecer el poder real en el contexto de la recepción del derecho romano durante la Baja Edad Media. Algo más tarde, el jurisconsulto Balde (Baldo degli Ubaldi, discípulo de Bártolo), usa la expresión poder supremo y absoluto del príncipe en contraposición al poder ordinario de los nobles. La utilización del término se generalizó en todas las monarquías, independientemente de su poder efectivo, como ocurría en la débil monarquía castellana de Enrique IV «el Impotente», cuya cancillería emitía documentos redactados de forma tan pretenciosos como esta: E yo de mi propio motu é ciencia cierta é poderío real absoluto...
Según Bobbio, en términos kantianos, el poder absoluto consiste en que «el soberano del Estado tiene con respecto a sus súbditos solamente derechos y ningún deber (coactivo); el soberano no puede ser sometido a juicio por la violación de una ley que él mismo haya elaborado, ya que está desligado del respeto a la ley popular (populum legis)». Esta definición sería común a todos los iusnaturalistas, como Rousseau o Hobbes.
A pesar de que la autoridad del rey está sujeta a la razón, y justificada en último extremo por el bien común, explícitamente se niega la existencia de ningún límite externo ni ningún tipo de cuestión a sus decisiones; de modo similar a como la patria potestad se ejerce por el pater familias (el rey como «padre» de sus «súbditos» —paternalismo—). Tales justificaciones imponen de hecho el carácter ilimitado del ejercicio del poder por el rey: cualquier abuso puede entenderse como una necesidad impuesta por razón de Estado.
El absolutismo se caracteriza por la concentración de poderes; no hay ninguna división de poderes como la que definirá la monarquía limitada propia de las revoluciones liberales. El poder legislativo, el poder judicial y el poder ejecutivo son ejercidos por la misma autoridad: el rey como supremo magistrado en todos los ámbitos. Rex, lex (o, en francés le Roi, c'est la loi, a veces expresado como ‘la palabra del rey es la ley’); sus decisiones son sentencias inapelables, y al rey la hacienda y la vida se ha de dar.
El poder tiene un carácter divino, tanto en su origen como en su ejercicio por el propio rey, que queda sacralizado. La teoría del derecho divino del poder real (monarquía de derecho divino o absolutismo teológico) nació en el último cuarto del siglo XVI, en el ambiente de las guerras de religión de Francia. Aunque en Europa la divinización del monarca nunca llegó tan lejos como en el despotismo oriental (que identificaba al rey con el mismo Dios), el rey siempre tuvo cierto poder sobre las iglesias nacionales; no solo en las surgidas de la Reforma protestante, sino en las monarquías católicas, que supeditan en gran medida a la propia Iglesia católica a través del regalismo, aunque las relaciones ente Iglesia y Estado son altamente complejas.
Temporalmente, la época del absolutismo es la del Antiguo Régimen, aunque no puedan identificarse totalmente como monarquías absolutas las de finales de la Edad Media y comienzos de la Edad Moderna, para las que la historiografía utiliza el concepto de monarquía autoritaria. El modelo más acabado de absolutismo regio fue el definido en torno a Luis XIV, rey de Francia a finales del siglo XVII y comienzos del siglo XVIII. La Ilustración del siglo XVIII convivió con un absolutismo que fue definido como despotismo ilustrado. El absolutismo sobrevivió a las revoluciones burguesas o revoluciones liberales de finales del siglo XVIII y comienzos del siglo XIX, hasta que la revolución de 1848 acabó con la Santa Alianza que desde el Congreso de Viena (1814) había impuesto la continuidad de los reyes «legítimos» restaurándolos en sus tronos incluso contra la voluntad de sus propios pueblos («Restauración» del absolutismo). El Imperio ruso mantuvo la autocracia zarista hasta la Revolución de febrero de 1917.

## Teóricos del absolutismo
Jean Bodin (1531
-1596) sostenía que un soberano (sea este una sola persona o un colectivo) debía gobernar sin necesidad de ningún consentimiento ajeno.
Jacobo Estuardo, rey de Escocia e Inglaterra, consideraba al monarca como lugarteniente de Dios (Verdadera ley de las monarquías libres, 1598).
Thomas Hobbes (1588-1679) propuso en su obra Leviatán que las naciones prosperan bajo una Monarquía, no porque tienen un príncipe, sino porque le obedecen (Leviathan).
Jacques Bossuet (1627-1704) consideraba que la monarquía era la forma de gobierno más natural, sobre todo si es hereditaria. Era «sagrada» y absoluta. Para él, el rey representa a la Majestad divina: En los reyes… estáis viendo la imagen de Dios (Política sacada de las Sagradas Escrituras).

## Evolución del absolutismo
El absolutismo tuvo un largo proceso de evolución ligado al surgimiento de los Estados modernos. Desde principios del siglo XV hasta la primera mitad del siglo XVI existió una primera fase o período de absolutismo en formación, caracterizada por la tendencia a la concentración progresiva del poder en manos del monarca, aunque todavía existían unas limitaciones muy claras, especialmente el poder religioso. La Iglesia era la rectora de la vida intelectual y moral; pero el papado había salido de su enfrentamiento con el Sacro Imperio Romano Germánico y del Cisma de Occidente sometido a un gran desprestigio, que (a pesar de, o precisamente a causa de los esfuerzos por evitarlo de los papas renacentistas) explica en buena parte la Reforma Protestante y la reacción de la denominada Contrarreforma católica. Incluso el naciente capitalismo comercial se veía sometido a limitaciones éticas en torno a la legitimidad del préstamo con interés (pecado de usura) interiorizadas en la preocupación moral de los mismos comerciantes y financieros.
Las monarquías feudales, en un limitado número de casos (el reino de Portugal, la Monarquía Católica —España—, el reino de Francia, el reino de Inglaterra) se habían convertido en monarquías autoritarias, fortaleciéndose frente a la decadencia de los poderes universales, y habían conseguido un alto grado de centralización del poder en sus manos, haciendo surgir un nuevo espacio político, lo que se ha denominado naciones-Estado de la Europa Occidental.
Frente al absolutismo pleno que caracteriza, al menos como pretensión, a las monarquías de la Edad Moderna, surgieron todo tipo de resistencias y contestaciones, incluso en la forma de revueltas o verdaderas revoluciones (la Guerra de las Comunidades de Castilla, las alteraciones aragonesas y la crisis de 1640 en España -independencia de Portugal, revuelta de los catalanes, revuelta de Masaniello-, la Fronda francesa, la Revolución inglesa, etc.).
El absolutismo real o maduro no llegó hasta la segunda mitad del siglo XVII, con el reinado de Luis XIV en Francia.

## Monarquía teocrática
La principal consecuencia de la monarquía teocrática era que, al ser la voluntad de Dios la que elegía al monarca, este se hallaba legitimado para asumir todos los poderes del Estado sin más limitación que la propia ley de Dios. De acuerdo con Richelieu, que teorizó sobre el absolutismo durante una época plagada de disturbios, los súbditos del monarca, incluyendo a los nobles, debían limitarse a obedecer los designios del mismo, concibiendo las relaciones entre el poder y el pueblo como unas relaciones verticales, de total subordinación. Richelieu argumentaba que sólo así podía el monarca garantizar el bienestar del pueblo, y asumía la teoría platónica de que la justicia del Estado se basaba en que cada parte se dedique únicamente a su cometido y evite mezclarse en los asuntos de las demás.
En la práctica, no obstante, esta opinión tan extrema fue irrealizable: en el contexto europeo, la monarquía absoluta había evolucionado desde el feudalismo, por lo que en la práctica sobre la voluntad del monarca pesaban multitud de limitaciones de índole feudal, como privilegios nobiliarios y eclesiásticos, estatutos seglares y territoriales, fueros. Así, en la teoría absolutista europea, tal y como la analiza Montesquieu, aunque el monarca dictaba todas las leyes de acuerdo a sus intereses, que se confundía con los del Estado, los grupos privilegiados, esto es, los nobles, se erigían en consejeros y ayudantes directos del rey en sus decisiones. Los tribunales de justicia (los «parlamentos» en Francia), aparecían como una administración relativamente independiente, y el Estado absolutista se concebía como un Estado de leyes, lo que lo distinguía de una tiranía.

### El manejo de la religión
En principio, de acuerdo con la teoría absolutista el Rey debía manejar los hilos de la iglesia y ser el jefe temporal de la misma. En la práctica, de nuevo, el poder de la iglesia era demasiado grande como para tomar sus riendas de manera tan radical, y aunque algunos monarcas, como Enrique VIII de Inglaterra, consiguieron hacerse con el control absoluto sobre la misma, si bien la mayoría de las monarquías europeas mantuvo su influencia sobre la Iglesia de una forma mucho más venal y sutil.
En el caso de las naciones católicas, reconociendo tácitamente la supremacía del papado en cuestiones religiosas. No obstante, monarcas católicos como Carlos V habían obtenido el Patronato Regio, lo que les permitía el manejo, supervisión (e incluso nombramientos) en la Iglesia de su jurisdicción imperial.

Como sabéis, el derecho de patronazgo eclesiástico nos pertenece en todo el Estado de las Indias… Las dignidades, canonjías, raciones, medias raciones de todas las iglesias catedrales de las Indias se provean por presentación hecha por nuestra provisión real, librada por nuestro consejo Real de las Indias, y firmada de nuestro nombre... 
Ordenamos y mandamos que este derecho de patronazgo siempre sea reservado a Nos y a nuestra Real Corona, ...y que ninguna persona secular ni eclesiástica, orden ni convento, religión o comunidad ...por cualquier ocasión o causa, sea osado a entrometerse en cosa tocante al dicho patronazgo real, […]
Real Cédula de Felipe II acerca de los derechos Patronales sobre todas las Iglesias de las Indias, del 1 de junio de 1574

## Economía y sociedades
Las estructuras económicas, esencialmente preindustriales, mantenían la continuidad del modo de producción feudal o régimen señorial en el campo, verdadero centro de la producción. El capitalismo, que había nacido en las ciudades medievales continuaba en una fase inicial (o transición del feudalismo al capitalismo) que, a pesar de la era de los descubrimientos que había permitido la creación de una economía mundo, se restringía a circuitos comerciales y financieros.
Aunque la relación de intereses y apoyos mutuos que pudiera haberse dado entre monarquía absoluta, feudalismo y capitalismo (o entre los distintos actores sociales: reyes, burgueses, señores y campesinos) ha sido objeto de notables polémicas histo-gráficas; en lo que sí hay consenso es el denominar como mercantilismo al pensamiento económico identificable con el periodo del absolutismo. El tamaño de la economía de cuyos recursos dependía la monarquía se identificó con el de un naciente mercado nacional, es decir, un mercado cuyas dimensiones coincidieran con el territorio de la monarquía, limitado por sus fronteras políticas, sometido a sus impuestos y legislación comercial, y en el que circulara su moneda y se aceptaran pesos y medidas comunes; todo ello mediante avances limitados, pretensiones que no se lograron de forma efectiva hasta el Nuevo Régimen posterior a las revoluciones liberales. Según la interpretación bullonista (de bullion, lingote de oro), la riqueza del Estado estaba respaldada por las reservas materiales de metales preciosos (el oro y la plata); según la interpretación colbertista (de Colbert, el ministro de Luis XIV), de una balanza comercial positiva estimulada por una inteligente política arancelaria que forzara la sustitución de importaciones por una producción interior controlada por el rey de todo tipo de productos, pero especialmente de los productos de lujo y estratégicos (manufacturas reales). Todas las medidas económicas deberían tener como fin aumentar la riqueza interior para así garantizar el incremento de los ingresos del Estado. El intervencionismo multiplicaba regulaciones y controles, e ignoraba cualquier concepto de mercado libre. Los privilegios y monopolios de origen feudal o los de nueva creación por arbitrio del rey, tenían un importante papel en el sistema económico: exenciones fiscales estamentales (nobleza y clero) monopolios de los gremios tradicionales o de las nuevas compañías comerciales y manufacturas reales, etc.
La sociedad estamental más cerrada incluso que en la Edad Media, daba pocas oportunidades para la movilidad o el ascenso social, entre las que destacaban las carreras eclesiástica, universitaria y burocrática (nobleza de toga) y la venalidad de los cargos o la compra de títulos de nobleza. La atracción de la nobleza hacia la corte regia, además de acabar con la descentralización y ruralización propias de la Edad Media, la sometía a patrones de emulación en el lujo, la forma de vida y el servicio al rey, cuyo modelo más acabado fue el palacio de Versalles. Las revueltas interiores, fruto de las resistencias particularistas y del descontento social incrementado en las coyunturas críticas, fueron relativamente frecuentes.

### Interpretaciones historiográficas
Para el historiador Roland Mousnier, la monarquía absoluta es el resultado de la rivalidad de dos clases: la burguesía y la nobleza. El rey arbitraba el conflicto, apoyando a la burguesía y domesticando a la nobleza, conduciendo ese conflicto a un equilibrio que aseguró su poder personal y la unidad, el orden y la jerarquía en el gobierno y en el Estado; lo que llevó a la sumisión total y a la obediencia sin límites.
Por el contrario, según Perry Anderson, el estado absolutista nunca fue el árbitro entre la aristocracia y la burguesía, ni mucho menos, un instrumento en la naciente burguesía contra la aristocracia. El absolutismo fue en su esencia un aparato reorganizado y potenciado de dominio feudal, el nuevo instrumento de una nobleza amenazada, a la que permitió seguir ostentando el dominio del poder político, manteniendo a las masas campesinas en la base de la jerarquía social y a la burguesía emergente fuera de las clases dominantes. Paradójicamente, según este historiador, si bien el estado absolutista fue un instrumento para la protección de la propiedad y los privilegios de la aristocracia feudal, los medios que empleó favorecieron simultáneamente los intereses básicos de las nacientes clases mercantiles y manufactureras, posibilitando el desarrollo de las estructuras capitalistas.
Algunos apartados de Anderson tomados del texto El Estado absolutista en Occidente:
El absolutismo fue esencialmente eso: un aparato reorganizado y potenciado de dominación feudal, destinado a mantener a las masas campesinas en su posición social tradicional.
El señor Anderson también cita en su texto a Althusser: El régimen político de la monarquía absoluta es tan solo la nueva forma política necesaria para el mantenimiento del dominio y explotación feudal en un periodo de desarrollo de una economía de mercado.
Los estados monárquicos del renacimiento fueron, ante todo y sobre todo, instrumentos modernizados para el mantenimiento del dominio nobiliario sobre las masas rurales. P. Anderson.

## Instituciones
Hacienda, burocracia, diplomacia y ejército profesional, todos ellos servidos por funcionarios o militares que deban a su formación y profesionalidad, y a la voluntad del rey (y no a su propia riqueza o nobleza) el mantenimiento de su posición; fueron los instrumentos más importantes de los que se valió la monarquía absoluta para afianzar y aumentar su poder, tanto hacia el interior como hacia el exterior. Los enormes costes de una marina de guerra y un ejércitos permanentes de mercenarios equipados con armas de fuego cada vez más modernas, implicaba la desaparición de las mesnadas feudales, reclutadas por fidelidad vasallática. El poder militar pasó de estar disperso en la nobleza a estar centralizado en el rey. La fiscalidad necesaria para sostener todos los gastos del Estado y del monarca, entre los que destacaban los gastos militares, los salarios públicos y los lujos de la corte, incluía todo tipo de impuestos, directos e indirectos, ordinarios y extraordinarios, además del recurso a la deuda pública, cuyos crecientes intereses terminaban convirtiéndose en un problema insoluble que llevaba a periódicas quiebras. Un cuerpo de embajadores se ocupaban de los cada vez más complejos tratados militares, comerciales y matrimoniales (todas las casas reales europeas se emparentaban para formar o mantener alianzas y conjuntos territoriales). A partir de la Paz de Westfalia (1648), el nuevo concepto de relaciones internacionales basado en el equilibrio de potencias dio un nuevo impulso a los ministerios de asuntos exteriores, y las embajadas dejaron de ser enviados informales para adquirir auténtica relevancia dentro de los regímenes absolutistas.

## Límites del poder absoluto

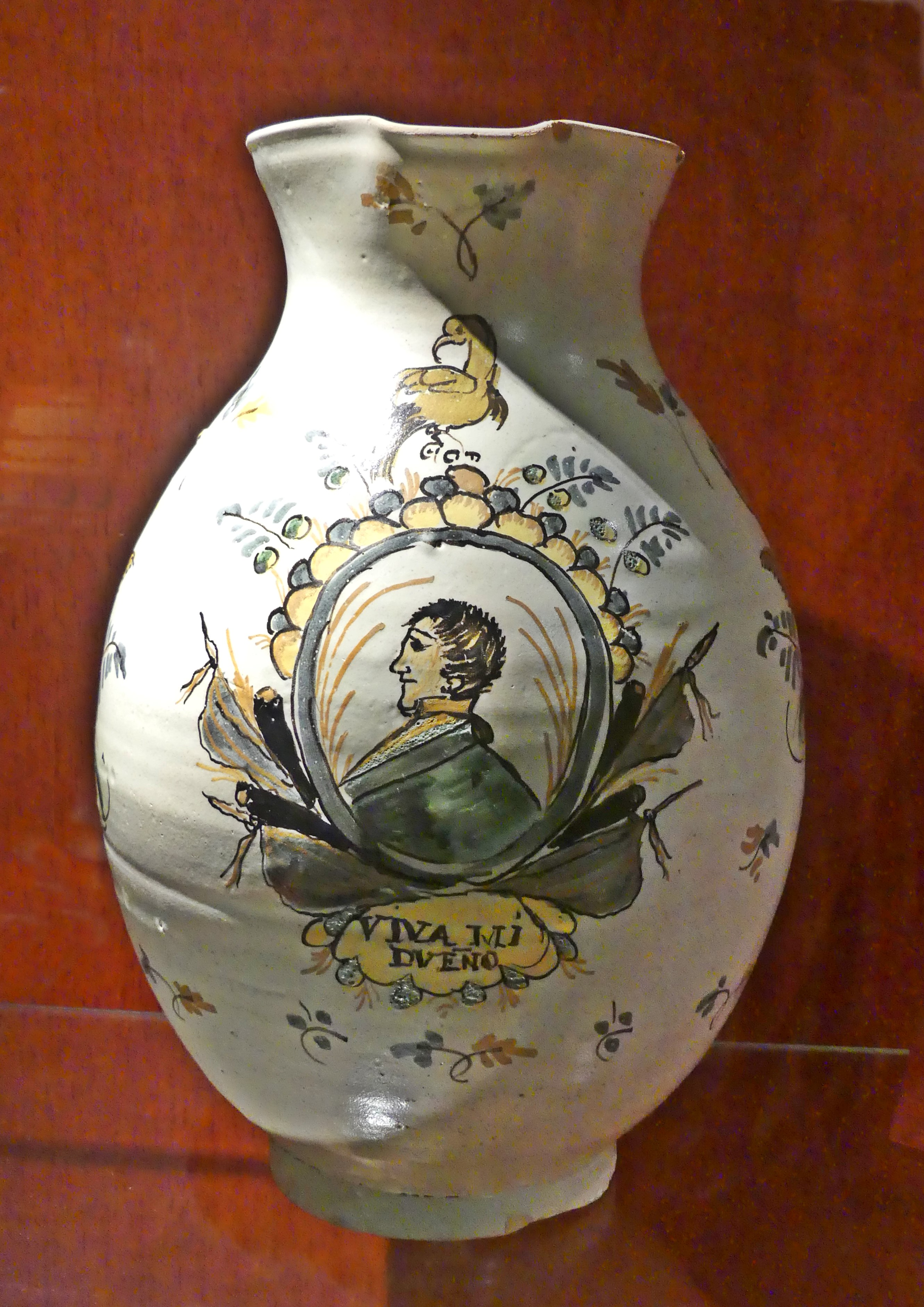
Cerámica española del siglo XIX con la efigie de Fernando VII y la frase Viva mi Dueño. La Invasión Francesa de España (1808-1814) motivó entre la población española cierto rechazo a las ideas liberales nacidas de la Revolución Francesa y la visión de la monarquía absoluta como una garantía de seguridad, paz y religión.

El modelo político de la monarquía absoluta tiene como rasgo central la concentración de todo el poder en el rey sin control o límites de cualquier tipo. No deberían de subsistir poderes ni «cuerpos intermedios» que obstaculizaran la relación directa entre el rey y cada uno de sus súbditos. A pesar de estos principios, tanto las condiciones materiales propias de la época (que imposibilitan la existencia real de un poder ejercido de forma continua en un territorio inabarcable, sin comunicaciones eficientes -especialmente en los imperios coloniales, donde las leyes se obedecen pero no se cumplen-), como el incontestable poder ideológico, económico y social de la Iglesia y la pervivencia del régimen señorial y de costumbres e instituciones particularistas (aduanas interiores, multiplicidad de lenguas, monedas, pesos y medidas, privilegios forales, Cortes de los distintos reinos peninsulares en España, Parlaments judiciales en Francia, Parlamento en Inglaterra), determinaron que, de hecho, el poder de los reyes absolutos tuviera límites; se expresaran o no de forma explícita.
En términos jurídicos, las limitaciones al absolutismo son tres:
- La ley divina, a la que el rey, al igual que todos los cristianos, está sometido.
- Las partes del Derecho que no pueden ser objeto de legislación por el rey, sino que se consideran de derecho natural y se determinan por especulación teórica de los juristas, como el derecho de gentes, que regula tanto los derechos de pueblos ajenos, a los que el rey tiene que atenerse cuando entabla relaciones internacionales (incluso en caso de guerra); o determinadas cuestiones del derecho privado de validez interna, como cuestiones relativas a la propiedad, la herencia, el mayorazgo, etc. Aquellas que se vinculan al ejercicio directo del gobierno, fueron desplazadas por los monarcas en el proceso de consolidación del absolutismo, como el recurso a cortes o parlamentos para la definición de ciertas medidas (en Francia los Estados Generales dejaron de ser citados en 1614, y solo volvieron a sesionar en 1789).
- Las leyes fundamentales del Reino: un conjunto de normas relativas al fundamento del Estado que no dependen de la voluntad del rey, sino que se basan en la tradición, en una suerte de «Constitución histórica» (cuya difuso reconocimiento posteriormente justificará la redacción de textos constitucionales liberales, como la Constitución de 1812). Dentro de estos principios, no necesariamente escritos, se cuentan:
  - El principio de legitimidad, consecuencia de la necesidad de una noción de continuidad del Estado, que aunque se identifique con la persona del rey no puede dejar de ser independiente de su persona física: cuando el rey muere, la corona debe pasar a su sucesor (lo que implicaba complejas ritualizaciones: el doble cuerpo del rey, las proclamaciones del tipo El rey ha muerto, viva el rey). El rey no podía modificar la ley de sucesión que le había legitimado a sí mismo para acceder al trono. A pesar de ello, algunas sí se cambiaron, como la ley sálica que regía tradicionalmente en la monarquía francesa y, tras la llegada de los Borbones, en la española.
  - La necesidad de establecer una regencia en casos como la minoría de edad o incapacidad del rey.
  - El principio de religión; que no es esencialmente un rasgo del absolutismo. La confesionalidad del Estado implica que el jefe del Estado tiene la confesión del Estado. Esto era especialmente cierto para las monarquías católicas, fueran absolutas o no. La conversión de Enrique IV de Francia para poder ser rey dio un claro ejemplo (París bien vale una misa). Por el contrario, en Alemania la guerra de Esmalcalda había imposibilitado la formación de cualquier tipo de monarquía absoluta (o ningún tipo de Estado centralizado); y se estableció el principio opuesto cuius regio eius religio (la religión del rey es la del reino). En el caso del reino de Inglaterra, la posibilidad de que un católico accediera al trono era vista como una amenaza de absolutismo; con lo que la identificación del rey con la cabeza de la Iglesia anglicana suponía uno de los rasgos más de la monarquía parlamentaria.

## Exponentes del absolutismo
1. Luis XIV de Francia
2. El cardenal Richelieu, ministro principal de Luis XIII de Francia
3. Felipe V de España
4. Carlos XII de Suecia
5. Jacobo II de Inglaterra
6. Carlos II de Inglaterra
7. Federico Guillermo I de Prusia
8. Pedro I de Rusia
9. Fernando VII de España
10. Gustavo III de Suecia
11. Carlos VI de Austria
12. María I de Escocia

## El ejemplo francés
El ejemplo más característico de una monarquía absoluta es el de la monarquía francesa, que demuestra asimismo cómo lograr hacer caer el régimen feudal no fue tan sencillo.
La frase L'état, c'est moi (‘El Estado soy yo’), es la frase célebre de Luis XIV, uno de los más famosos monarcas absolutos de Francia.
La Francia en el siglo XV era un mosaico de regiones con distintas tradiciones, privilegios y regímenes legales. La tendencia de la monarquía francesa a centralizar el poder aparece sobre todo tras el fin de la guerra de los Cien Años. Tras la invasión inglesa y la derrota de la vieja nobleza en la batalla de Agincourt, su prestigio queda seriamente dañado, algo que es aprovechado por los monarcas franceses para incrementar su influencia y poder. Hasta entonces, los reyes de Francia habían sido considerados como un primus inter pares por parte del resto de la nobleza francesa, y su influencia real se limitaba a los territorios patrimoniales de la casa Capeto, esto es, la Île de France. El primer monarca en desarrollar la tendencia centralista fue Luis XI, que se sirvió de múltiples intrigas para extender su autoridad por todos aquellos territorios que conformaban la Francia del siglo XVI. Sus sucesores continuaron esta política, que pasó con reducir la potestad de los nobles en sus señoríos jurisdiccionales y el desarrollo de una administración centralizada. Sin embargo, esta tendencia chocaba con importantes problemas de comunicaciones: comúnmente, las órdenes reales no llegaban en tiempo y forma a todos los rincones de Francia, y por lo tanto el poder en los señores locales se veía favorecido. El nombramiento de gobernadores locales y el control férreo sobre el nombramiento de cargos públicos tendió a reducir la influencia de los nobles locales a favor de la del Rey, aunque generó toda una casta de nobles de toga que compraban cargos públicos para luego beneficiarse de ellos a costa del Rey.
En cuanto a la economía, como en cualquier régimen absolutista, era mercantil y el monarca intervenía en ella activamente. En lo que a la sociedad se refiere, esta estaba dividida en órdenes o estamentos, entendidos como la condición social y política de índole colectiva que se define por un conjunto de libertades. A lo largo del siglo XVI los sucesivos monarcas incrementaron su influencia, pero de ellos se esperaba que actuaran siguiendo la ley divina y el derecho natural, esto es, que respetaran las costumbres feudales.
A lo largo del siglo XVII o de los Ministerios, como es llamado en Francia ya que gobernaron dos primeros ministros en vez de un rey, Richelieu y Mazarino, la autoridad real tiende hacia el centralismo, y el absolutismo se apuntala: se uniformizan impuestos, se restringe la autonomía de los Parlamentos provinciales, se integran en Francia territorios hasta entonces independientes como Navarra, la Lorena y el Bearn, se desarrolla la administración central, se reforma el ejército y se profesionaliza. Sumida en una profunda crisis económica y en medio de grandes revueltas tales como la rebelión campesina de los Croquants o la rebelión aristocrática de La Fronda, que debilitaron en apariencia la autoridad del Rey, a la larga el triunfo de este sobre los rebeldes apuntaló el absolutismo, y para cuando Luis XIV alcanza la mayoría de edad, la autoridad del monarca es indiscutible.
Luego de la muerte de Mazarino, Luis XIV instaura su gobierno personal y pasa por arriba de todo lo existente y se impone nombrando a los ministros de su preferencia para que realicen las funciones vitales, que acompañados por un pesado sistema burocrático sin pocas innovaciones, hacen de lo que será la vida de Francia en aquel entonces.
En cuanto a su plan económico, se tiene una economía basada eminentemente en la agricultura, con predominio del sistema de origen feudal, con aduanas y con altos impuestos que pueden ser pagados en especias o en diezmos según lo cosechado por los campesinos. Cuando hay malas cosechas, el país pasa hambre, pero los muchos impuestos no se reducen pues deben sufragar las continuas guerras del monarca así como el lujoso estilo de vida del este y de la corte. Para sostener en parte los gastos de la corte se crean las manufacturas reales de la mano de Colbert, destinadas a satisfacer la demanda de productos de alto lujo por parte de la nueva burguesía y las demás casas reales. Sin embargo, los trabajadores siguen ordenados en gremios según el oficio y con escasa conciencia capitalista.
En lo social, Francia contaba con una sociedad altamente estratificada en la época y con privilegios solo para los nobles y los clérigos, que los distinguían en cuanto a la ley y a los tributos. Los no privilegiados, entre los que se incluían los campesinos y el Tercer Estado, estaban sometidos a todos los gravámenes y se encontraban bajo el imperio de una ley mucho menos benevolente. De ellos se esperaba que obedecieran y respetaran a los otros dos estamentos, a los que en realidad sostenían económicamente.